# Paracymboides
Paracymboides là một chi nhện trong họ Linyphiidae.